# Weinbau in Kasachstan
Kasachischer Wein bezeichnet Wein, der in Kasachstan hergestellt wird. Die Wurzeln der kasachischen Weinproduktion können bis ins 7. Jahrhundert n. Chr. zurückverfolgt werden, als Weinreben aus dem benachbarten Ländern Usbekistan und China in die Region gebracht wurden. Obwohl nur etwa 4 % des Landes in Kasachstan ideal für den Weinbau gelegen sind, schafft es das Land, jährlich über 236.000 hl Wein aus 13.000 ha Weinbaufläche zu produzieren. Da das Land ein großer Weinkonsument ist, müssen trotzdem 80 % der 30 Millionen Flaschen, die jährlich getrunken werden, importiert werden.

## Geschichte
Die frühesten Zeugnisse des Weinbaus in Kasachstan finden sich im 7. Jahrhundert n. Chr. rund um Schymkent und in den Ausläufern des Tian Shan in der Provinz Almaty nahe der kasachisch-kirgisischen Grenze. Es wurde angenommen, dass Weinreben von Händlern aus der chinesischen Provinz Xinjiang und den Regionen Fergana und Samarqand in Usbekistan in die Region gebracht wurden. Während des größten Teils der Geschichte Kasachstans wurde die kommerzielle Weinherstellung in kleinem Maßstab betrieben. Zu Beginn des 20. Jahrhunderts waren staatliche Weinberge in Almaty, Schymkent und Taras die größten Produzenten. Im Anschluss an die Auflösung der Sowjetunion ist das Interesse an der kasachischen Weinindustrie wieder gestiegen und Russland wurde zu einem führenden Handelspartner für kasachischen Wein.
Im Allgemeinen wird der Schwerpunkt wahrscheinlich auf kostengünstigem Tafelwein liegen, obwohl die UN der Ansicht sind, dass das kontinentale Klima die Produktion von hochwertigem Eiswein ermöglichen könnte.

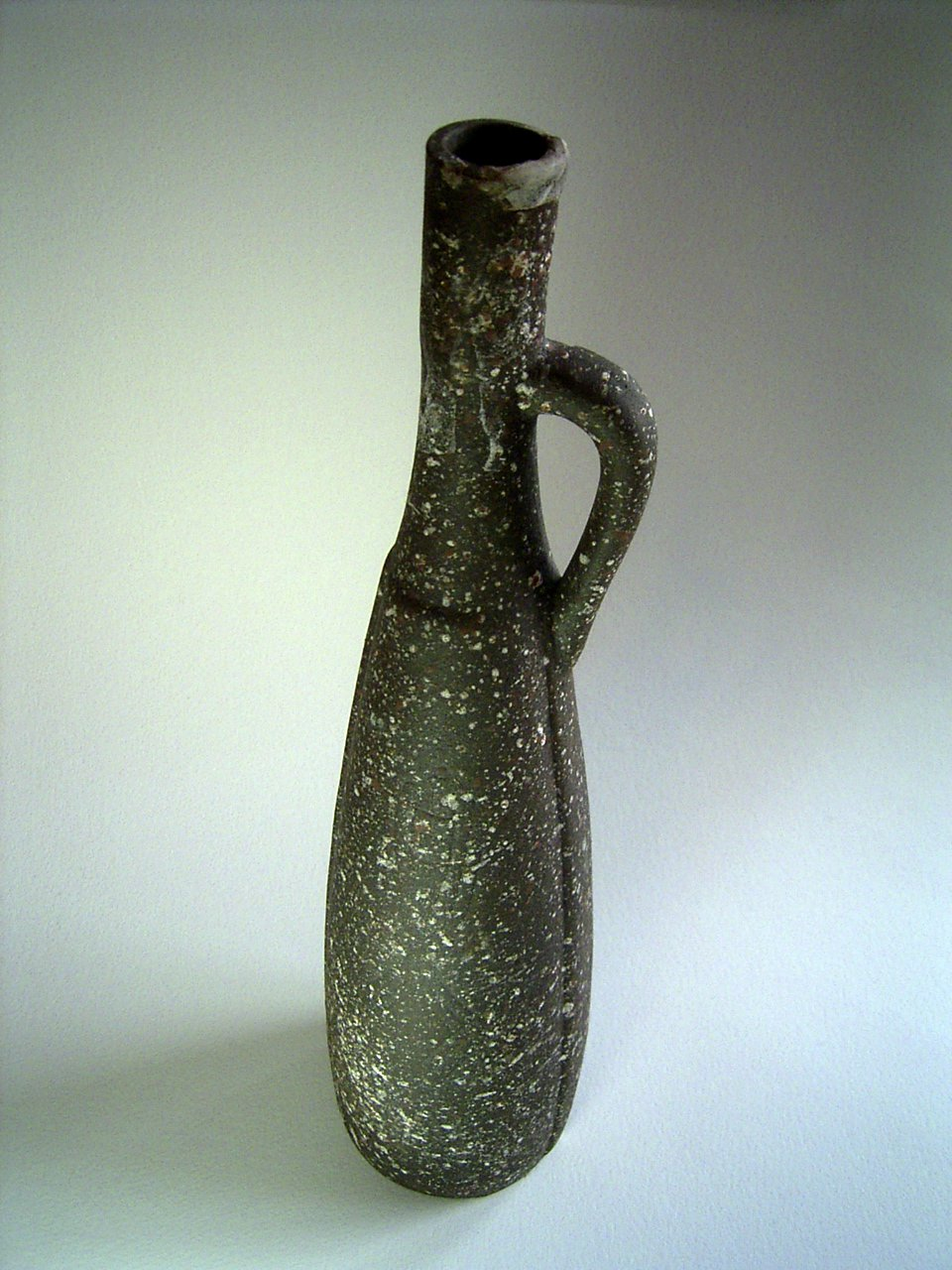
Alte kasachische Weinflasche

## Geographische und klimatische Gegebenheiten
Als Binnenland hat Kasachstan ein starkes kontinentales Klima. Die meisten Weinberge der Region liegen in der südlichen Hälfte des Landes nahe der Grenzen zu China, Usbekistan und Kirgisistan, mit einigen kleineren Regionen entlang des Kaspischen Meeres im Westen. Der durchschnittliche jährliche Niederschlag variiert im ganzen Land und reicht von 100–150 mm in den Weinregionen um Atyrau und Aktobe bis zu 700–1000 mm in den Regionen rund um den Fluss Talas.

## Rebsorten
Derzeit konzentriert sich die Weinherstellung in Kasachstan weitgehend auf die Produktion von Dessertweinen. Im Land werden mehr als 40 Rebsorten angebaut, mehr als die Hälfte wird jedoch derzeit eher für die Tafeltraubenproduktion als für die Weinherstellung verwendet. Beliebte Weinrebsorten sind Aligoté, Aleatico, Cabernet Franc, Cabernet Sauvignon, Pinot noir, Riesling, Rkaziteli, Saperavi, Muskat Ottonel, Bayan Shirey, Kuljinski, Maiski Cherny und Rubinovy Magaracha. Im Allgemeinen handelt es sich bei den Trauben um georgische Trauben wie Rkaziteli und Saperavi, die auch in anderen Teilen der ehemaligen Sowjetunion vorkommen. In jüngerer Zeit besteht Interesse am Anbau internationaler Sorten wie Sauvignon Blanc. Die Bewohner Kasachstans scheinen jedoch die traditionellen süßen Rotweine zu bevorzugen.

## Weinbaugebiete
Etwa 80 % der Weine des Landes werden im Weingut Issyk produziert (etwa 40 Kilometer östlich von Almaty). Es wurde 1996 von der in der Schweiz ansässigen Consulting Group gekauft und kürzlich an das lokale Unternehmen Dostar zurückverkauft. Mit Hilfe des in Italien ansässigen Weinguts Marcato Vini und eines australischen Beraters wurden erhebliche Veränderungen vorgenommen. Mit der Einführung von Technologien der „Neuen Welt“, darunter Kehrarmfermenter, Airbagpressen, Cross-Flow-Filtration und Stickstoffproduktion, wurden umfassende Umbaumaßnahmen durchgeführt. Das Weingut profitiert von seiner Lage auf 850 m Höhe im Tian-Schan-Gebirge im Südosten des Landes. Weitere Weingüter sind Bakhus und das Weingut Turgen. In der Region Zailiyskiy in der Oblast Almaty gibt es 210 Hektar Weinberge. Zu Sowjetzeiten gab es in den Regionen Sarkand und Alakol in Dzhungar Alatau in der Oblast Almaty Weinberge und Weingüter, die jedoch vom Zerfall der Sowjetunion schwer getroffen wurden.